# اسپاسم
اسپاسم یا تنجش (به انگلیسی: Spasm) یا انقباض و گرفتگی ناگهانی و غیرارادی ماهیچه‌ای که ممکن است جزئی از یک اختلال عمومی یا به منزلهٔ پاسخی موضعی به حالتی دردناک باشد. در میان عامه به آن گرفتگی می‌گویند.
از جمله علل اسپاسم عضلانی دیستونی، هیپوکلسمی، آلکالوز، مننژیت، صرع، آسیب مراکز عصبی بالاتر مانند قطع نخاع، کزاز و فشار زیاد در ورزش هستند. اسپاسم‌های خفیف عضلانی مثلاً در کمردرد را با داروهایی مانند متوکاربامول، دیازپام و باکلوفن می‌توان درمان کرد.

## علل اسپاسم عضلانی
از عواملی که می‌توانند باعث گرفتگی عضلات یا اسپاسم عضلانی شوند، می‌توان به گردش خون ناکافی به دلیل تنگ شدن عروق، فشار بر اعصاب ستون مهره‌ها، کمبود مواد معدنی در بدن همچون کلسیم، منیزیم یا پتاسیم و همچنین داروهای ادرارآور که عموماً برای فشار خون بالا استفاده می‌شوند، نام برد.

## درمان اسپاسم عضلانی

### ۱. کشش عضلانی
کشش عضله‌ای که دچار اسپاسم شده است می‌تواند به تسکین و حتی توقف اسپاسم کمک کند. کشش مناسب می‌تواند عضلات ساق پا، ران، پشت و گردن را آرام کند. انجام کشش در ناحیه آسیب‌دیده به کاهش انقباض و افزایش جریان خون کمک می‌کند.

### ۲. ماساژ عضلانی
ماساژ یکی از روش‌های مؤثر برای کاهش درد و اسپاسم عضلانی است. با مالش آرام عضله‌ای که دچار اسپاسم شده، می‌توان به تسکین آن کمک کرد. برای اسپاسم‌های مداوم در ناحیه کمر، نیشگون گرفتن اطراف ناحیه مبتلا به مدت چند دقیقه مفید خواهد بود. در صورت عدم دسترسی، می‌توان از شخص دیگری کمک گرفت.

### ۳. درمان با یخ یا گرما
استفاده از گرما یا سرما یکی از روش‌های مؤثر برای درمان اسپاسم و درد است:
- استفاده از یخ: کیسه یخ را به مدت ۱۵ تا ۲۰ دقیقه چند بار در روز روی ناحیه اسپاسم‌دار قرار دهید. یخ باید در یک حوله یا پارچه نازک پیچیده شود تا از تماس مستقیم با پوست جلوگیری شود.
- استفاده از گرما: پد گرم‌کننده را به مدت ۱۵ تا ۲۰ دقیقه روی ناحیه اسپاسم‌دار بگذارید. حمام گرم، دوش آب گرم یا استفاده از اسپا نیز می‌تواند به شل شدن عضلات و کاهش اسپاسم کمک کند.

### ۴. آبرسانی مناسب
نوشیدن آب می‌تواند به تسکین اسپاسم عضلانی کمک کند. برای جلوگیری از اسپاسم‌های عضلانی، هیدراته ماندن بسیار مهم است، به‌ویژه در هنگام فعالیت بدنی شدید یا در محیط‌های گرم. حدود ۸۰ درصد از آب مورد نیاز بدن از نوشیدنی‌ها و ۲۰ درصد از مواد غذایی تأمین می‌شود.

### ۵. ورزش ملایم
فعالیت‌های ورزشی سبک قبل از خواب می‌تواند به کاهش گرفتگی عضلات پا در شب کمک کند. نمونه‌هایی از ورزش‌های سبک شامل:
- دویدن
- بالا و پایین رفتن از پله‌ها
- استفاده از دوچرخه ثابت
- پرش روی ترامپولین ورزش‌های متوسط یا شدید ممکن است بر کیفیت خواب تأثیر بگذارند، بنابراین قبل از خواب از انجام آن‌ها پرهیز کنید.

### ۶. داروهای بدون نسخه
چندین داروی بدون نسخه می‌توانند به تسکین اسپاسم عضلانی کمک کنند:
- NSAIDها (داروهای ضدالتهاب غیر استروئیدی): کاهش التهاب و درد.
- آب ترشی: نوشیدن مقدار کمی آب ترشی ممکن است اسپاسم عضلانی را در عرض ۳۰ تا ۳۵ ثانیه تسکین دهد.
- مکمل‌ها: قرص‌های نمک، ویتامین B-12 و مکمل‌های منیزیم ممکن است مؤثر باشند، هرچند شواهد کافی برای اثربخشی آن‌ها وجود ندارد.
- شل‌کننده‌های طبیعی عضلات: نوشیدن چای بابونه، افزودن کپسایسین به غذاها و بهبود خواب.
- کرم‌های موضعی ضد التهاب: کرم‌های حاوی لیدوکائین، کافور یا منتول و همچنین ژل‌های نرم‌کننده زردچوبه و دانه کرفس.

### ۷. هایپرونتیلاسیون
مطالعات نشان داده‌اند که تهویه سریع‌تر و سخت‌تر از معمول (هایپرونتیلاسیون) می‌تواند به تسکین اسپاسم‌های عضلانی مرتبط با ورزش کمک کند. این روش شامل تنفس سریع‌تر از ۲۰ تا ۳۰ نفس در دقیقه است. با این حال، در افراد مبتلا به اضطراب، ممکن است باعث ایجاد احساس وحشت شود.

### ۸. داروهای تجویزی
در صورت مداومت و شدت اسپاسم عضلانی، پزشک ممکن است داروهای تجویزی مانند شل‌کننده‌های عضلانی یا داروهای ضد درد را توصیه کند. شل‌کننده‌های عضلانی اسکلتی مرکزی (SMRs) معمولاً فقط برای دوره‌های کوتاه‌مدت (۲ تا ۳ هفته) تجویز می‌شوند.